# جيم باربييري
جيم باربييري (بالإنجليزية: Jim Barbieri)‏ هو لاعب كرة قاعدة أمريكي، ولد في 15 سبتمبر 1941 في سكنيكتادي في الولايات المتحدة.

## وصلات خارجية
- جيم باربييري على موقع دوري كرة القاعدة الرئيسي (الإنجليزية)
- جيم باربييري على موقع الدوري الياباني لكرة القاعدة (الإنجليزية)
- جيم باربييري على موقعبيزبول رفرنس.كوم (الدوري الرئيسي) (الإنجليزية)
- جيم باربييري على موقعبيزبول رفرنس.كوم (الدوري الثانوي) (الإنجليزية)
- جيم باربييري على موقع جمعية أبحاث البيسبول الأمريكية (الإنجليزية)
- جيم باربييري على موقع إي إس بي إن.كوم (أم.أل.بي) (الإنجليزية)
- جيم باربييري على موقع مشجعي الرسوم البيانية (الإنجليزية)